# Katy Jurado
María Cristina Estela Marcela Jurado García, mais conhecida pelo nome artístico de Katy Jurado (Guadalajara, 16 de janeiro de 1924 — Cuernavaca, 5 de julho de 2002) foi uma atriz mexicana.
Fez carreira artística em Hollywood, mas voltou para o México, onde continuou filmando.
Ficou conhecida por sua atuação no filme Nosotros, los pobres (1948), onde contracenou com Pedro Infante. A partir daí, apareceu em muitos filmes de Hollywood, entre eles  Bullfighter and the Lady (1951), High Noon (1952, pelo qual foi vencedora do Globo de Ouro de melhor atriz coadjuvante), Arrowhead (1953), Broken Lance (1954, e pelo qual foi indicada ao Oscar de melhor atriz coadjuvante), The Racers (1955), Trial (1955), Trapeze (1956), The Badlanders (1958), One Eyed Jacks (1961), Barabba (1961), Stay Away, Joe (1968, com Elvis Presley), Pat Garrett and Billy the Kid (1973), The Children of Sanchez (1978), e Under the Volcano (1984).
Sua última atuação foi no filme mexicano Un Secreto de Esperanza, de 2002.
Ela foi a primeira latino-hispânica e uma das cinco mexicanas indicadas ao Oscar da Academia (as outras foram Salma Hayek, Adriana Barraza, Marina de Tavira e Yalitza Aparicio).
Foi casada com o ator mexicano Víctor Velázquez, com quem teve dois filhos, e com o ator Ernest Borgnine. Morreu em Cuernavaca aos 78 anos de idade por insuficiência renal e problemas neumológicos.